# Acalolepta subtruncata
Acalolepta subtruncata es una especie de escarabajo longicornio del género Acalolepta, tribu Monochamini, subfamilia Lamiinae. Fue descrita científicamente por Breuning en 1938.
Se distribuye por Australia. Mide aproximadamente 22 milímetros de longitud.